# 岩間陽子
岩間 陽子（いわま ようこ、1964年 - ）は、日本の国際政治学者。政策研究大学院大学教授。専門は国際政治学、ドイツ政治外交史。博士（法学）（京都大学、1997年）。兵庫県神戸市生まれ。

## 学歴
- 1986年 京都大学法学部卒業
- 1988年 京都大学大学院法学研究科政治学専攻修士課程修了、同博士後期課程進学
- 1989年-1991年 ベルリン自由大学留学（派遣留学交換制度）
- 1994年 同単位取得
- 1997年 同修了、博士（法学）（京都大学、学位論文『ドイツの再軍備』）

## 研究歴
- 1997年 京都大学大学院法学研究科助手
- 1998年 同大学退職。在ドイツ日本国大使館専門調査員
- 2000年 同退職、政策研究大学院大学助教授
- 2007年 同准教授
- 2009年 同教授（現職）
- 公益財団法人日本国際フォーラム政策委員[2]（現職）

## 著書

### 単著
- 『ドイツ再軍備』（中央公論社〈中公叢書〉, 1993年）
- 『核の一九六八年体制と西ドイツ』（有斐閣, 2021年）

### 共著（部分執筆）
- 広瀬佳一編『ヨーロッパ変革の国際関係――「冷たい平和」への危機』（勁草書房, 1995年）
- 臼井実稲子編『ヨーロッパ国際体系の史的展開』（南窓社, 2000年）
- 渡邊啓貴編『ヨーロッパ国際関係史――繁栄と凋落, そして再生』（有斐閣, 2002年）
- 御厨貴編『歴代首相物語』（新書館，2003年）
- 君塚直隆・細谷雄一共編『ヨーロッパ外交史　ウェストファリアからブレグジットまで』（ミネルヴァ書房, 2022年）

### 翻訳
- M・E・サロッティ著　『1インチの攻防─NATO拡大とポスト冷戦秩序の構築』上下巻　監訳（岩波書店,2024年）

## 論文
- 「ベルリン危機とアイゼンハワー外交――『大量報復戦略』の限界（1・2）」『法学論叢』141巻1号/142巻3号（1997年）
- 「冷戦後のドイツの安全保障政策」『新防衛論集』27巻1号（1999年）
- 「ドイツの安保政策の変化と連邦軍改革」『国際安全保障』29巻3号（2001年）
- 「ドイツの安全保障政策と新たな課題」『国際問題』509号（2002年）
- 「国際安全保障における多国間主義」『国際政治』133号（2003年）
- 「NATO/EU拡大とドイツの安全保障政策」『国際問題』537号（2004年）
- 「ドイツ『新世代』政権の誕生とその将来」『海外事情』53巻12号（2005年）
- 「拡大するNATO／EUとヨーロッパの安全保障政策」『国際問題』555号（2006年）
- 「拡大するドイツ連邦軍の活動」『国際安全保障』34巻3号（2006年）
- “Globalization of Security and Europe”『ヨーロッパ研究』6号（2007年）